# Uniwersalny żołnierz (film 1971)
Uniwersalny żołnierz (ang. Universal Soldier) – brytyjski film z 1971 roku z George'em Lazenbym w roli głównej.

## Obsada
- George Lazenby – Ryker
- Ben Carruthers – Jesse
- Robin Hunter – Bradshaw
- Rudolph Walker – Mbote
- Alan Barnes – Temple Smith
- Guy Deghy – Timmerman
- Edward Judd – Rawlings
- Germaine Greer – Clara Bowden
- Ronan O'Rahilly – Gered
- Kevin Duggan – Hippis
- John Keston – Celnik
- Charles Owour – Doradca Mbote
- Martin Wyldeck – Wilson
- Cy Endfield – Derek Bowden